# 戦艦コモモ
戦艦 コモモ（せんかん こもも）は、日本の漫画家・イラストレーター。

## 略歴
- 2005年に『Gｰmen』（古川書房）内のコーナー「男絵画廊」にてイラストデビュー。
- 2006年に『爆男』（古川書房）にて読み切り漫画を掲載。漫画家デビューとなる。
- 2010年、古川書房より初のコミックス『琉球嘉例吉抄 太陽が呼んでいる』が発売される[1]。

## 作風
『コミックG.G.』でのゲイ小説を原作にした漫画や『SUPER SM-Z』での過激なSM漫画など、活躍分野を拡大し続けており、迫力ある性描写には定評がある。

## 同人活動
プライベートの同人誌活動では、サークル名「北関東麻雀部」としていくつか作品を発表している。基本的に筋肉質の太め体型なキャラクターを描いているので、作品は「ブーケット」等のゲイ向けデブ専同人誌即売会で売られる事が多い（ブーケット12のフライヤーも描いている）。

## 作品

### 単行本
- 琉球嘉例吉抄 太陽が呼んでいる  （2010年2月15日 古川書房） ISBN 978-4-89236-437-2
- 駅前不動産屋繁盛記 戦艦コモモ短編漫画集 （2011年11月25日 古川書房） ISBN 978-4-89236-458-7
- 琉球嘉例吉抄 太陽が呼んでいる 2 （2012年12月19日 古川書房） ISBN 978-4-89236-470-9
- 体育教師 戦艦コモモ短編漫画集 2 （2013年7月3日 古川書房） ISBN 978-4-89236-478-5
- 体育教師 完全版（原作：江島厚）　　（2014年12月17日 古川書房）　ISBN 978-4-89236-488-4
- ひこうき雲 戦艦コモモ短編漫画集 3　（2015年5月19日 古川書房）　ISBN 978-4-89236-495-2
- 琉球嘉例吉抄 太陽が呼んでいる 新装版　　（2015年6月22日 古川書房）　 ISBN 978-4-89236-498-3
- 奴隷犬  徹也（原作：城平海）（2015年12月17日  メディレクト）　ISBN 978-4-89236-508-9

### 漫画

#### 爆男・激男
- 月刊コミックガッツ （爆男Vol.6 2006年2月）
- マリッジリング （激男Vol.7 2006年12月 ）

#### GBless
- 非常勤講師 カスガの放課後 （Vol.01 2009年2月）
- SWEET KENNEL （Vol.09 2010年7月）
- 大工廻 （Vol.10 2010年10月）

#### G-men
- 琉球嘉例吉抄 太陽が呼んでいる （2008年～2012年）
- ラーメン屋の嫁探し （204号 2013年1月 原作：小玉オサム）
- ザ・レイパーズ （207号 2013年4月）
- シコシコ生放送 （209号 2013年6月）
- 年の差セックスの裏事情 （211号 2013年8月）
- 体育教師－まだ来ぬ日々－ （212号 2013年9月 原作：江島厚）
- 脚で逝く男 （214号 2013年11月）
- 琉球嘉例吉抄 太陽が呼んでいる 番外編②　沖縄修羅海酔族館 （215号 2013年12月）
- ギンギンだぜっ!! （218号 2014年3月）
- 野郎への道程 （221号 2014年6月 原作：江島厚）
- 熟れた肉体に （223号 2014年8月 原作：江島厚）
- 罰と嫉妬と屈辱と－大きなラッパをぶっぱなせ－ （224号 2014年9月 原作：江島厚）
- 体育教師－甦る日々－ （226号 2014年11月 原作：江島厚）
- 体育教師－終わりなき日々－　（227号 2014年12月 原作：江島厚）
- 奴隷犬 徹也　（228号～238号 2015年1月～11月 原作：城平海）※第一話はSUPER SM-Z No.34に掲載された物に加筆修正

#### SUPER SM-Z
- 天獄への階段 （No.27 2011年6月）
- 飼い犬が手を噛むので （No.28 2011年9月）
- シルク・ドゥ・アルゴの饗宴　（No.29 2011年12月）
- G.W.sideM  （No.30 2012年3月 原作：小山隼人）
- G.W.sideS　 （No.30 2012年3月 原作：小山隼人）
- G.W.sideZ 　（No.31 2012年6月 原作：小山隼人）
- 姦神ル （No.32 2012年9月）
- 白い闇、妄りに　（No.33 2012年12月）
- 奴隷犬 徹也　第一話 　（No.34 2013年3月 原作：城平海）

#### コミックG.G.
- 駅前不動産屋繁盛記 （No.01～No.04 2011年 原作：城平海）
- 貳罰佰戒 （No.05 2012年1月 原作：城平海）
- 豊漁マグロまつり （No.06 2012年5月）
- 琉球嘉例吉抄 太陽が呼んでいる 番外編 あまくま片思い（No.07 2012年8月）
- 親父～息子の親友は秘密のあんま屋さん（No.08 2012年10月 原作：小玉オサム）
- 体育教師－現にある日々－ （No.09 2013年1月 原作：江島厚）
- 体育教師－過ぎ去りし日々－ （No.10 2013年4月 原作：江島厚）
- ひこうき雲とシクラメン（No.11 2013年8月）
- 僕たちのレストラン　（No.12 2013年11月）
- MAXウォリアーズ （No.13 2014年6月）

### 挿絵
- 野郎売りマス／江島厚（G-men 235号 2015年8月）
- 可愛い性具（原題：夏の嵐に）／江島厚（G-men 239号 2015年12月）